# Anthoine Hubert

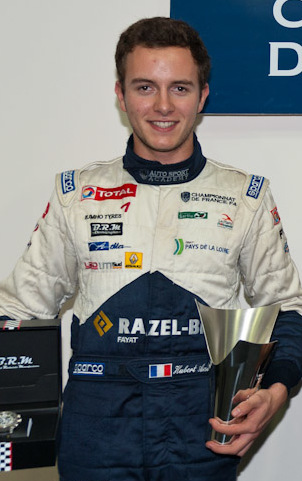
Anthoine Hubert (2013)

Anthoine Hubert (* 22. September 1996 in Lyon; † 31. August 2019 in Stavelot) war ein französischer Automobilrennfahrer. Er gewann 2018 die GP3-Serie und startete 2019 in der FIA-Formel-2-Meisterschaft.

## Leben und Karriere

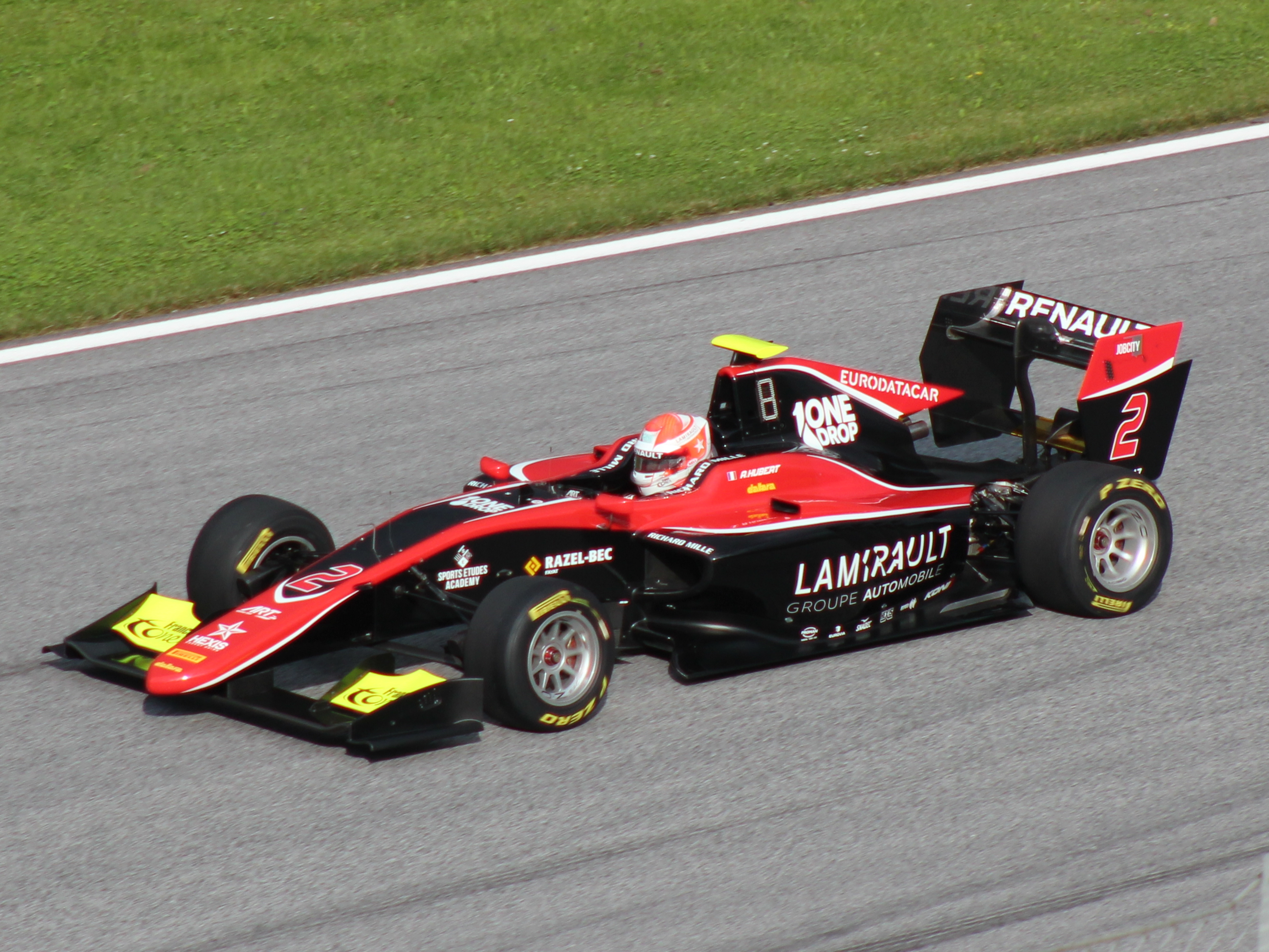
Anthoine Hubert beim ersten GP3-Rennen in Spielberg 2018

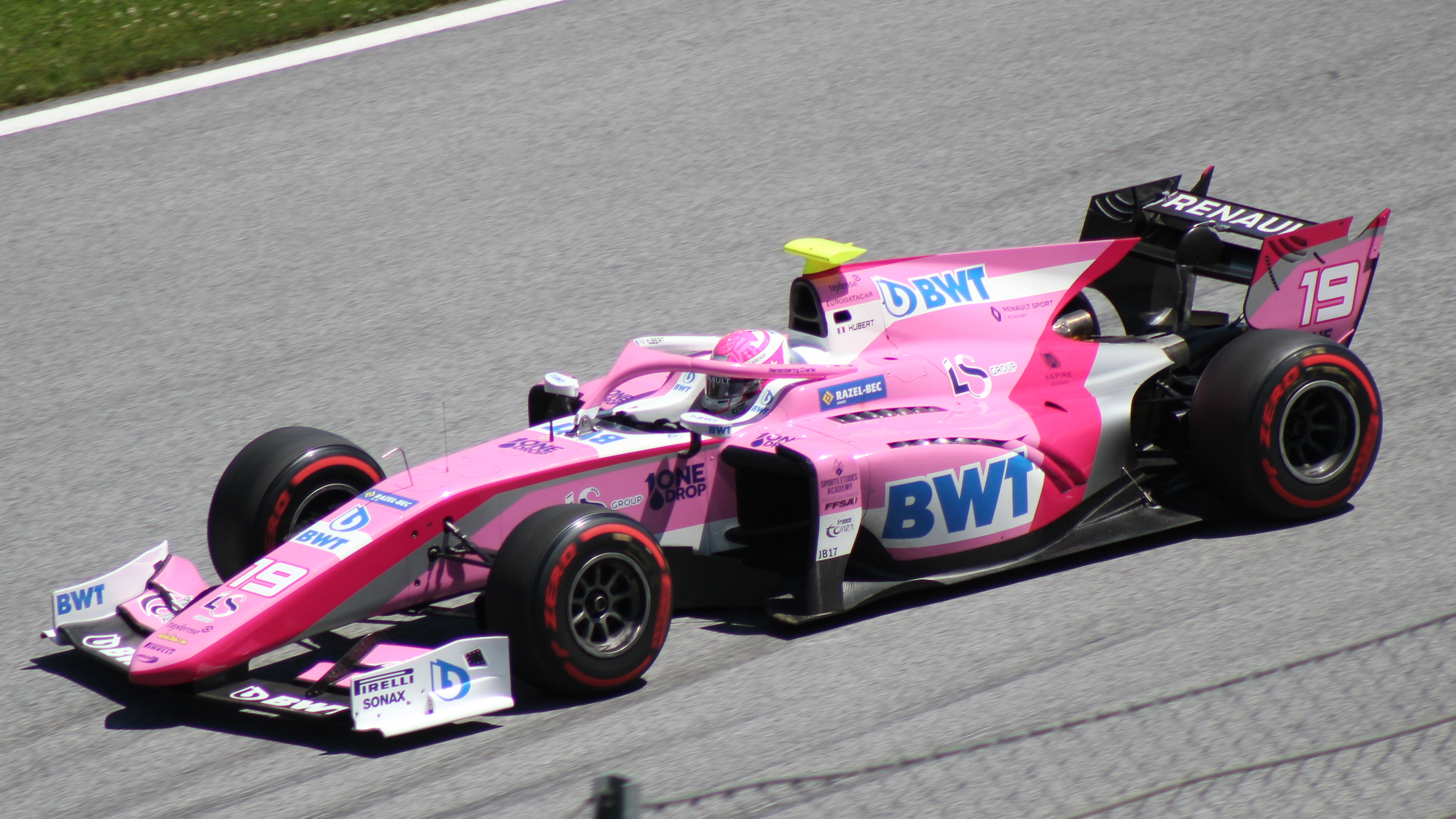
Anthoine Hubert beim Formel-2-Rennen in Spielberg 2019

Hubert kam durch seinen Vater François, der Amateur-Rallyes bestritt, mit dem Motorsport in Berührung und startete seine Karriere 2004 im Kartsport, in dem er bis 2012 aktiv blieb. Er gewann die französische Junior-Kart-Meisterschaft 2005 und wurde Vizemeister in der CIK-FIA Karting Academy Trophy 2010. 2011 und 2012 wurde er jeweils Dritter in der U18-FIA-CIK-Kartweltmeisterschaft.
2013 wechselte er in den Formelsport und bestritt die französische Formel-4-Meisterschaft. Hier gewann er mit elf Siegen in 21 Rennen auf Anhieb die Meisterschaft vor Jules Gounon.
2014 wechselte Hubert zu Tech 1 Racing in den Formel Renault 2.0 Eurocup. Mit einem sechsten Platz als bestem Ergebnis wurde er 15. in der Fahrerwertung. Ferner führte er für Tech 1 Racing einige Gaststarts in der alpinen Formel Renault durch. 2015 blieb Hubert bei Tech 1 Racing im Formel Renault 2.0 Eurocup. Mit zwei Siegen verbesserte er sich auf den fünften Gesamtrang und er wurde bester Fahrer seines Rennstalls. Des Weiteren absolvierte er ebenfalls zusammen mit Tech 1 Racing drei Rennwochenenden in der alpinen Formel Renault. Bei sechs Starts kam er viermal als Erster und zweimal als Zweiter ins Ziel. Als Gaststarter war er hier jedoch nicht punkteberechtigt.
2016 wechselte Hubert zu Van Amersfoort Racing in die europäische Formel-3-Meisterschaft. Er gewann auf dem Norisring sein erstes Formel-3-Rennen und beendete die Saison mit zwei weiteren Podestplatzierungen auf dem achten Platz der Fahrerwertung.
2017 erhielt Hubert ein Cockpit bei ART Grand Prix in der GP3-Serie. Mit vier Podestplatzierungen belegte er am Saisonende den vierten Platz in der Gesamtwertung hinter seinen drei Teamkollegen, die alle mindestens ein Rennen gewannen. 2018 blieb Hubert bei ART Grand Prix in der GP3-Serie. Unmittelbar vor Saisonbeginn im Mai 2018 wurde er in das Förderprogramm des Formel-1-Rennstalls Renault aufgenommen, Renault trat auch mit seinen Firmenlogos als Sponsor auf Huberts Fahrzeug auf. Mit zwei Siegen und neun weiteren Podestplatzierungen gewann er am Saisonende den Meistertitel vor seinem Teamkollegen Nikita Masepin.
2019 fuhr Hubert für das Team BWT Arden in der FIA-Formel-2-Meisterschaft. In Monaco belegte er im Hauptrennen am Freitag den achten Platz, was ihm die Pole-Position für das Sprintrennen am Samstag sicherte. Hier feierte Hubert seinen ersten Sieg in der Rennserie. Beim folgenden Rennwochenende auf dem Circuit Paul Ricard belegte er im Hauptrennen erneut den achten Platz und gewann das Sprintrennen am Sonntag dann wieder von der Pole-Position aus. Außerdem erhielt er von Renault im Juni 2019 auf dem Red Bull Ring erstmals die Gelegenheit, einen Test in einem Formel-1-Fahrzeug zu absolvieren. Nach dem achten Rennwochenende lag er als zweitbester Neuling auf dem achten Platz der Gesamtwertung.

## Unfall in Spa
Am 31. August 2019 wurde Hubert während des Hauptrennens im Rahmen des Großen Preises von Belgien auf dem Circuit de Spa-Francorchamps in einen schweren Unfall verwickelt. In der zweiten Runde des Rennens verlor Giuliano Alesi, mutmaßlich wegen eines Reifenschadens, in der Raidillon de l’Eau Rouge die Kontrolle über sein Fahrzeug und drehte sich. Nach einer Kollision mit der Streckenbegrenzung schleuderte das Fahrzeug unmittelbar auf die Strecke zurück. Der dahinterfahrende Ralph Boschung musste ausweichen und abrupt abbremsen, woraufhin der seinerseits nur kurz dahinterfahrende Hubert nach rechts in die Auslaufzone auswich und hart gegen die begrenzenden Reifenstapel prallte. Sein Wagen wurde zurückgeschleudert und blieb quer zur Fahrtrichtung am Streckenrand stehen, wo er dann von Juan Manuel Correa frontal getroffen wurde. Correa fuhr zu diesem Zeitpunkt mit einer Geschwindigkeit von rund 270 Kilometern pro Stunde, beide Fahrzeuge wurden bei der Kollision auseinandergerissen. Das Rennen wurde daraufhin sofort abgebrochen. Die beiden schwerverletzten Fahrer wurden ins Medical Center an der Strecke gebracht, wo Hubert rund zwei Stunden später seinen Verletzungen erlag. Das für den nächsten Tag geplante Sprintrennen der FIA-Formel-2-Meisterschaft wurde abgesagt.
Am Morgen des 1. Septembers wurde an der Rennstrecke eine gemeinsame Schweigeminute aller auf dem Circuit de Spa-Francorchamps antretenden Rennserien (neben der Formel 1 und der Formel 2 waren dies die Formel 3 und der Porsche Supercup) im Gedenken an Hubert abgehalten. Unmittelbar vor dem Start des Großen Preises von Belgien gab es eine weitere Schweigeminute für den Verstorbenen. Die Formel-1-Piloten trugen Trauerflor, viele Teams brachten auf ihren Fahrzeugen Aufkleber mit dem Schriftzug „Racing for Anthoine“ an. In einer über Social Media koordinierten Aktion gedachten die Zuschauer Hubert in Runde 19, dies war Huberts Startnummer gewesen, mit Standing Ovations. Rennsieger Charles Leclerc widmete Hubert den Sieg, seinen ersten in der Formel-1-Weltmeisterschaft. Beide waren schon im Kindesalter im Kartsport gegeneinander angetreten. Auf die traditionelle Champagnerdusche nach der Siegerehrung wurde bei allen Rennen an diesem Wochenende verzichtet. Beim Formel-1-Rennen in Singapur am 22. September 2019, an dem Hubert 23 Jahre alt geworden wäre, wurde ebenfalls seiner gedacht.

## Anthoine-Hubert-Award
Zu Ehren von Hubert wurde in der FIA-Formel-2-Meisterschaft im Dezember 2019 der „Anthoine-Hubert-Award“ eingeführt. Diese Auszeichnung geht an den punktbesten Rookie einer abgelaufenen Meisterschaftssaison. Der erste Empfänger dieser Auszeichnung ist Zhou Guanyu, der gemeinsam mit Hubert im Renault-Nachwuchsförderprogramm aktiv gewesen ist.

## Statistik

### Karrierestationen
| - 2004–2012: Kartsport - 2013: Französische Formel-4-Meisterschaft (Meister) - 2014: Formel Renault 2.0 Eurocup (Platz 15) | - 2015: Formel Renault 2.0 Eurocup (Platz 5) - 2016: Europäische Formel 3 (Platz 8) - 2017: GP3-Serie (Platz 4) | - 2018: GP3-Serie (Meister) - 2019: FIA-Formel-2-Meisterschaft (10. Platz) |

### Einzelergebnisse in der europäischen Formel-3-Meisterschaft
| Jahr | Team                  | Motor    | 1   | 2   | 3   | 4   | 5   | 6   | 7   | 8   | 9   | 10  | 11  | 12  | 13  | 14  | 15  | 16  | 17  | 18  | 19  | 20  | 21  | 22  | 23  | 24  | 25  | 26  | 27  | 28  | 29  | 30  | Punkte | Rang |
| ---- | --------------------- | -------- | --- | --- | --- | --- | --- | --- | --- | --- | --- | --- | --- | --- | --- | --- | --- | --- | --- | --- | --- | --- | --- | --- | --- | --- | --- | --- | --- | --- | --- | --- | ------ | ---- |
| 2016 | Van Amersfoort Racing | Mercedes | LEC | LEC | LEC | HUN | HUN | HUN | PAU | PAU | PAU | SPI | SPI | SPI | NOR | NOR | NOR | ZAN | ZAN | ZAN | SPA | SPA | SPA | NÜR | NÜR | NÜR | IMO | IMO | IMO | HOC | HOC | HOC | 160    | 8.   |
| 2016 | Van Amersfoort Racing | Mercedes | 17  | 8   | 6   | DNF | 13  | 14  | 12  | 7   | 12  | 16  | 10  | 16  | 8   | 1   | 2   | 9   | 4   | 10  | DNF | 4   | 2   | 10  | 5   | 9   | 5   | 6   | 6   | 10  | 7   | 10  | 160    | 8.   |

### Einzelergebnisse in der GP3-Serie
| Jahr | Team           | 1   | 2   | 3   | 4   | 5   | 6   | 7   | 8   | 9   | 10  | 11  | 12  | 13  | 14  | 15  | 16  | 17  | 18  | Punkte | Rang |
| ---- | -------------- | --- | --- | --- | --- | --- | --- | --- | --- | --- | --- | --- | --- | --- | --- | --- | --- | --- | --- | ------ | ---- |
| 2017 | ART Grand Prix | ESP | ESP | AUT | AUT | GBR | GBR | HUN | HUN | BEL | BEL | ITA | ITA | ESP | ESP | UAE | UAE |     |     | 123    | 4.   |
| 2017 | ART Grand Prix | 5   | 4   | 4   | 7   | 2   | 8   | 3   | 5   | DNF | 7   | 3   | C   | 5   | 3   | 11  | 5   |     |     | 123    | 4.   |
| 2018 | ART Grand Prix | ESP | ESP | FRA | FRA | AUT | AUT | GBR | GBR | HUN | HUN | BEL | BEL | ITA | ITA | RUS | RUS | UAE | UAE | 214    | 1.   |
| 2018 | ART Grand Prix | 2   | 2   | 1   | 7   | 17  | 9   | 1   | 4   | 3   | 3   | 3   | 2   | 2   | DSQ | 3   | 4   | 3   | DNF | 214    | 1.   |

### Einzelergebnisse in der FIA-Formel-2-Meisterschaft
| Jahr | Team      | 1   | 2   | 3   | 4   | 5   | 6   | 7   | 8   | 9   | 10  | 11  | 12  | 13  | 14  | 15  | 16  | 17  | 18  | 19  | 20  | 21  | 22  | 23  | 24  | Punkte | Rang |
| ---- | --------- | --- | --- | --- | --- | --- | --- | --- | --- | --- | --- | --- | --- | --- | --- | --- | --- | --- | --- | --- | --- | --- | --- | --- | --- | ------ | ---- |
| 2019 | BWT Arden | BRN | BRN | AZE | AZE | ESP | ESP | MON | MON | FRA | FRA | AUT | AUT | GBR | GBR | HUN | HUN | BEL | BEL | ITA | ITA | RUS | RUS | UAE | UAE | 77     | 10.  |
| 2019 | BWT Arden | 4   | 9   | 10  | 11  | 6   | 5   | 8   | 1   | 8   | 1   | 4   | 17  | 18  | 11  | 11  | 11  | C   | C   |     |     |     |     |     |     | 77     | 10.  |

| Legende  | Legende            | Legende                                                          |
| Farbe    | Abkürzung          | Bedeutung                                                        |
| -------- | ------------------ | ---------------------------------------------------------------- |
| Gold     | –                  | Sieg                                                             |
| Silber   | –                  | 2. Platz                                                         |
| Bronze   | –                  | 3. Platz                                                         |
| Grün     | –                  | Platzierung in den Punkten                                       |
| Blau     | –                  | Klassifiziert außerhalb der Punkteränge                          |
| Violett  | DNF                | Rennen nicht beendet (did not finish)                            |
| Violett  | NC                 | nicht klassifiziert (not classified)                             |
| Rot      | DNQ                | nicht qualifiziert (did not qualify)                             |
| Rot      | DNPQ               | in Vorqualifikation gescheitert (did not pre-qualify)            |
| Schwarz  | DSQ                | disqualifiziert (disqualified)                                   |
| Weiß     | DNS                | nicht am Start (did not start)                                   |
| Weiß     | WD                 | zurückgezogen (withdrawn)                                        |
| Hellblau | PO                 | nur am Training teilgenommen (practiced only)                    |
| Hellblau | TD                 | Freitags-Testfahrer (test driver)                                |
| ohne     | DNP                | nicht am Training teilgenommen (did not practice)                |
| ohne     | INJ                | verletzt oder krank (injured)                                    |
| ohne     | EX                 | ausgeschlossen (excluded)                                        |
| ohne     | DNA                | nicht erschienen (did not arrive)                                |
| ohne     | C                  | Rennen abgesagt (cancelled)                                      |
| ohne     | keine WM-Teilnahme |                                                                  |
| sonstige | P/fett             | Pole-Position                                                    |
| sonstige | 1/2/3/4/5/6/7/8    | Punktplatzierung im Sprint-/Qualifikationsrennen                 |
| sonstige | SR/kursiv          | Schnellste Rennrunde                                             |
| sonstige | *                  | nicht im Ziel, aufgrund der zurückgelegten Distanz aber gewertet |
| sonstige | ()                 | Streichresultate                                                 |
| sonstige | unterstrichen      | Führender in der Gesamtwertung                                   |